# Книпп
Книпп (нем. Knipp) — немецкая колбаса из термически обработанного сырья с наполнением из крупы, похожая на пинкель. Специалитет бременской кухни, также распространена в некоторых местностях Нижней Саксонии. По легенде, книпп в середине XIX века придумал рабочий торфоразработок Олаф Книппе, в честь которого колбаса и получила своё имя. Высококалорийный книпп готовили из мясных остатков и субпродуктов, оставшихся после забоя скота и долгое время считался едой для бедных. В Люнебургской пустоши книпп делают из мясных остатков после забоя местных степных овец.
В зависимости от рецепта книпп готовят из свиной головы, пашины, шкурок, говяжьей или свиной печени и бульона, смальца или бекона с репчатым луком, зеленью, чёрным и душистым перцем. Для загущения колбасного фарша используются овсяные хлопья. Книпп обычно продаётся в колбасных батонах 10—15 см в диаметре и длиной до 30 см. Перед употреблением книпп обычно зажаривают до хрустящей корочки и подают с жареным или отварным картофелем и маринованными огурцами, маринованной тыквой, квашеной капустой, яблочным муссом и свёклой. Книпп также едят в бутербродах на цельнозерновом хлебе.